# 2014 HQ124
2014 HQ124, conocido vulgarmente como La Bestia, es un asteroide cercano a la Tierra de unos 325 metros de diámetro que pasó a 3,25 distancias lunares (LD) de la Tierra el 8 de junio de 2014. Fue descubierto el 23 de abril de 2014 por el NEOWISE.
Se estima que un evento de impacto produciría el equivalente a 2000 megatones de TNT y crearía un cráter de impacto de 5 km. 2014 HQ124 pasó anteriormente junto a la tierra en 1952 y no volverá a hacerlo hasta a finales de 2307.
El 6 de junio de 2014 el asteroide brilló con una magnitud aparente de 13.7 y estuvo en la constelación de Horologium.
Cerca de su acercamiento más próximo a la Tierra el 8 de junio de 2014, el asteroide cruzó el ecuador celeste para convertirse en un objeto del hemisferio norte, pero tuvo una elongación de aproximadamente 20 grados del Sol. El Observatorio Goldstone estudió al asteroide el 8 de junio de 2014. Las imágenes radar sugieren que es probablemente un asteroide binario de contacto.